# サン・ルイス・ポトシ州

サン・ルイス・ポトシ州
Estado Libre y Soberano de San Luis Potosí

サン・ルイス・ポトシ州（サン・ルイス・ポトシしゅう、Estado de San Luis Potosí）は、メキシコの州である。
映画「レジェンド・オブ・ゾロ(2005)」のロケ現場となった。豊富な銀の採掘や穀物の栽培により、スペイン植民地時代のメキシコ経済を支えた町である。地形は、シエラ・マドレスのオリエンタル山を抱く半砂漠で、「アルティプラノ（スペイン語で“高い大地”）」のニックネームがついている。
2010年国勢調査で州の人口は2,585,942人で、30%がサン・ルイス・ポトシ自治体に住んでいる。
密林の中に地表からそのまま深さ512メートルまでに達する竪穴洞窟、ゴロンドリナス洞窟（英語: Cave of Swallows）がある。